# Popillia quadriguttata
Popillia quadriguttata är en skalbaggsart som beskrevs av Fabricius 1787. Popillia quadriguttata ingår i släktet Popillia och familjen Rutelidae. Inga underarter finns listade i Catalogue of Life.